# Virle
Virle è una frazione del comune di Rezzato, in provincia di Brescia, che si trova ad est dell'abitato principale. Fu comune autonomo fino al 1928. In tale veste, dal 1862 ebbe il nome di Virle Treponti.

## Geografia fisica

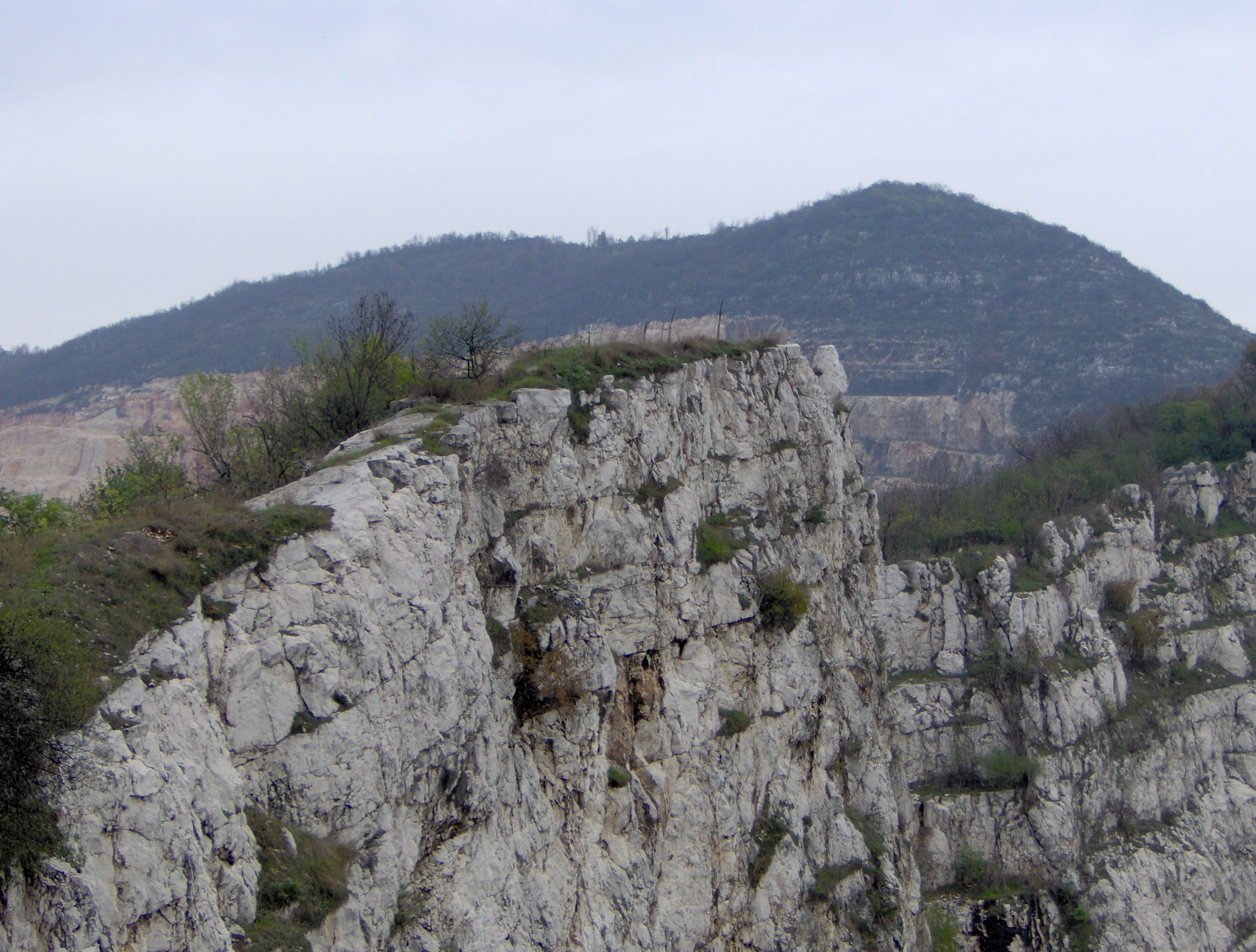
Poggio San Martino

Morfologicamente Virle presenta un ambiente carsico. Il suo territorio è in prevalenza collinare con alcuni spazi pianeggianti nella zona tra il colle San Martino e il monte Regogna. In particolare il territorio è stato sfruttato in passato dall'industria estrattiva marmifera: in più punti sul poggio San Martino, sul monte Peladolo e sul monte Marguzzo. Sul versante orientale di quest'ultimo sono presenti le cave Ventura.
Tra le maggiori vette vi sono:
- poggio San Martino (269 m);
- monte Marguzzo, che segna il confine con il comune di Mazzano, 458 m;
- monte Regogna (412 m).

La valle di Virle è una zona boschiva tra le più ricche di fauna e flora delle colline bresciane: si estende per quasi quattro chilometri tra il monte Regogna e il monte Marguzzo fino ad arrivare all'altopiano di Camprelle nell'abitato di Nuvolera.
Il maggiore torrente è il Rino che, oltre ad attraversare tutto l'abitato, nasce nella valle di Virle e sfocia nel Naviglio Grande Bresciano all'altezza di Treponti.

## Origini del nome
Secondo Carlo Rota il nome deriverebbe da Virguleta o Virleta (senza gu per sincope) data la presenza di piccoli arbusti quali i virgulti.

## Storia

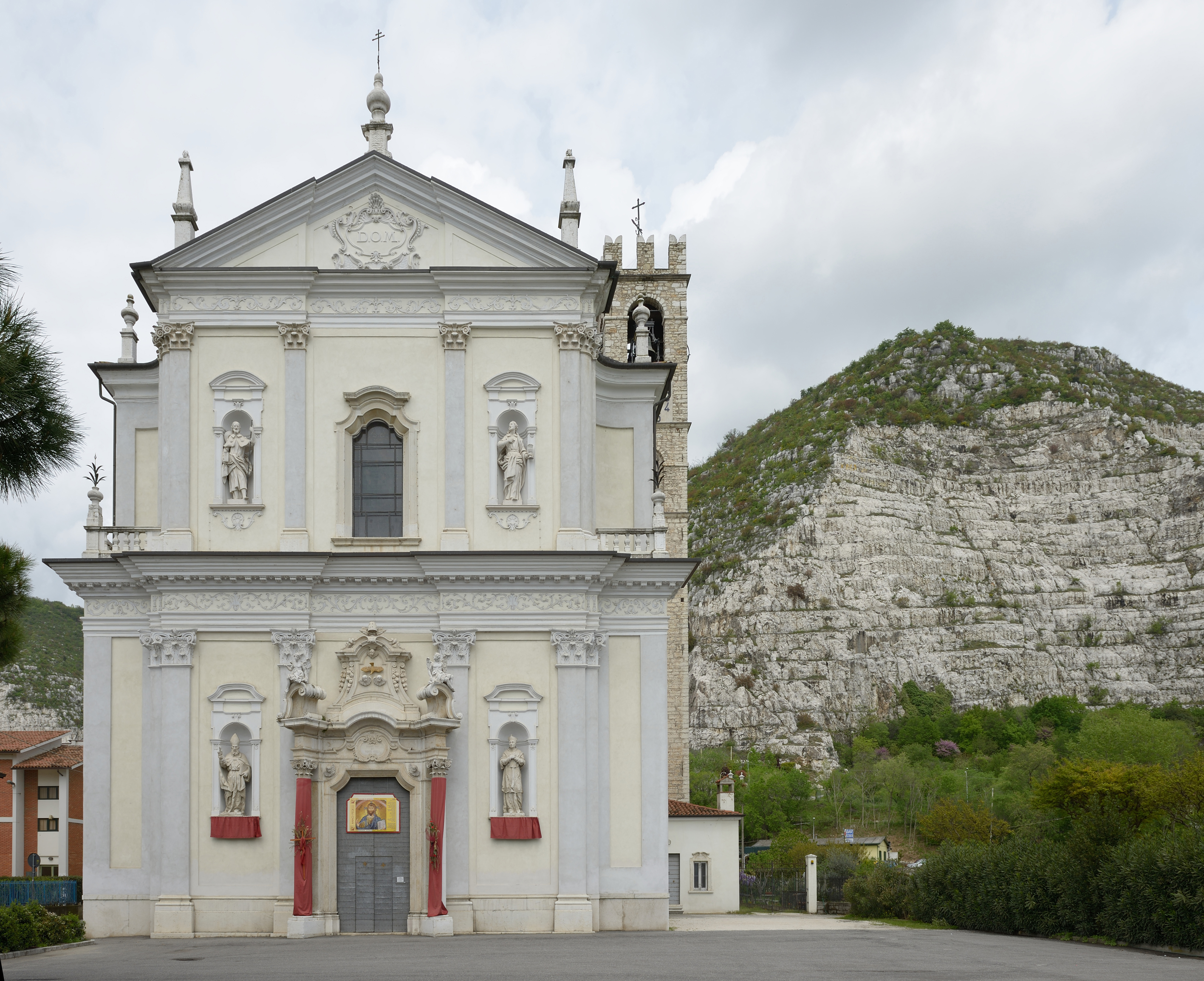
La chiesa parrocchiale dei Santi Pietro e Paolo.

Non vi sono particolari notizie sulla formazione del paese, i resti più antichi trovati in questo territorio risalgono all'epoca romana: è stata ritrovata, infatti, un'epigrafe databile tra il II e il III secolo d.C. Questa si trovava sul muro di villa Avoltori (in via Trieste) e si pensa fosse una pietra facente parte di un'ara dedicata a Mercurio per sciogliere un voto.
Virle scomparve quasi dalla scena politica nell'Alto Medioevo per poi essere nominata in uno scritto papale del 1123 in cui papa Callisto II la indica come luogo, insieme a Rezzato, sottomesso al potere dei monaci benedettini di Sant'Eufemia.
L'Estimo Visconteo del 1385 attesta la presenza a Virle di un comune, organizzato all'interno della quadra di Gavardo.
Sotto la Repubblica di Venezia, il comune fu inserito nella quadra di Rezzato. Nello stesso periodo iniziarono una serie di contese territoriali tra Virle e il comune capoquadra, molte delle quali legate al possesso di canali. In un altro documento del 1493 si dice che gli abitanti di Virle fossero 540.
Il Cinquecento vide la figura di Virle avvicinarsi sempre di più a quella di Ciliverghe.
Il Seicento si può definire il secolo più difficile per le comunità di Rezzato e Virle: una forte crisi economica si abbatté su di essi. Quest'ultima determinò un crescente sentimento religioso negli animi degli abitanti e si videro sorgere nel territorio, in rapida successione, nuove chiese e progetti di ampliamento delle parrocchiali già presenti. È nel Settecento, però, che venne costruita la nuova chiesa di Virle dedicata ai santi Pietro e Paolo (consacrata nel 1750).
Nel Settecento l'economia si rialzò con la lenta produzione della calce e la lavorazione della pietra.
Alla fine del secolo, il comune seguì le vicissitudini del bresciano sotto Napoleone. Nel 1797 sotto la Repubblica Bresciana entrò a far parte del Cantone della Garza Orientale. A novembre, con il passaggio dell'effimera istituzione repubblicana al Dipartimento del Mella della Cisalpina, fu mantenuto nello stesso cantone. L'anno seguente fu incluso prima nel Distretto dei Marmi, poi, ad ottobre, fu accorpato al Distretto di Garza Orientale. Con la riforma della seconda repubblica cisalpina, del maggio 1801, fu incluso invece nel Distretto I di Brescia e in tale veste si mantenne sotto la Repubblica Italiana. Con l'avvento del napoleonico Regno d'Italia (giugno 1805), fu assegnato al Cantone IV di Brescia del Distretto I, avente medesimo capoluogo, sempre del dipartimento del Mella. Nel 1810 l'autonomia municipale fu soppressa e il territorio fu aggregato a quello di Mazzano.

### Il Risorgimento
Dopo il Congresso di Vienna (1815), il bresciano fu assegnato al Regno Lombardo-Veneto, retto dalla dinastia degli Asburgo d'Austria. A seguito della notificazione 12 febbraio 1816, Virle ritornò comune autonomo e fu incluso nel Distretto I di Brescia della Provincia di Brescia.
Il territorio di Virle e della sua frazione di Treponti furono coinvolti in una fase della seconda guerra d'indipendenza italiana nel 1859. Nel giugno Garibaldi fu a Brescia e il 15 si mise quindi in marcia in direzione di Rezzato. All'altezza di Treponti si preparò all'attacco delle truppe austriache stanziate a Castenedolo. Le vicende si svolsero nelle campagne a sud dell'abitato sulle sponde del canale Lupo e coinvolsero anche la non distante cascina di San Giacomo. La battaglia si concluse con la vittoria austriaca e vide tra i morti personalità come il capitano Narciso Bronzetti, a cui è stata dedicata la via in cui si svolse la battaglia.
L'evento ebbe un'importanza rilevante anche per Rezzato che ha ricordato il passaggio del generale Garibaldi dedicandogli targhe, monumenti e la ex statale Padana Superiore.

### Dopo l'Unità

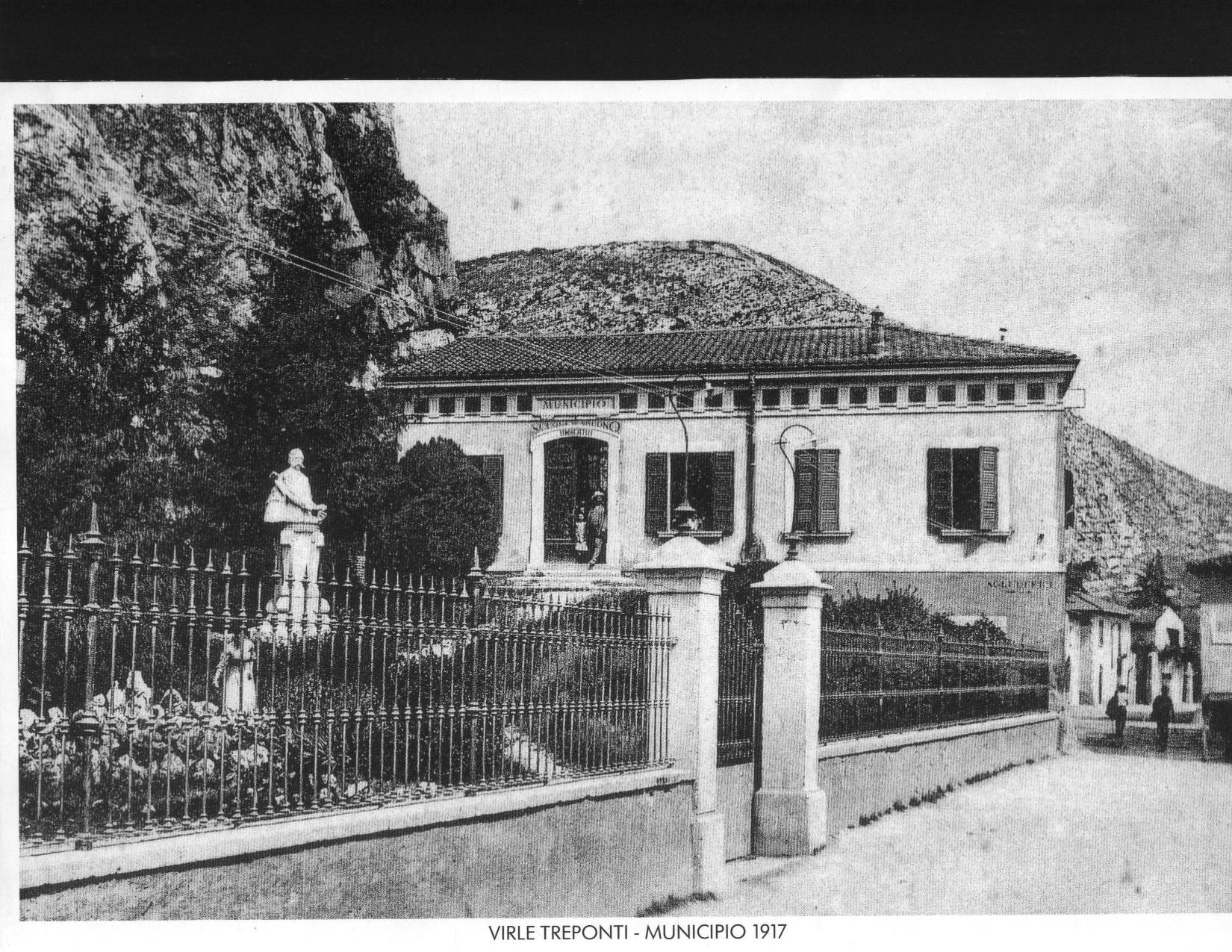
Il municipio nel 1917.

Entrato a far parte del Regno di Sardegna (dal 1861, Regno d'Italia), fu assegnato al mandamento IV di Rezzato a sua volta appartenente al circondario I della nuova provincia di Brescia. Nel 1862, con regio decreto 4 dicembre 1862, n. 1024, il comune cambiò denominazione in Virle Treponti.
Fin dall'inizio la scena politica fu dominata dalla corrente della sinistra liberale di Giuseppe Zanardelli, anche nota come Sinistra storica. Dopo la prima guerra mondiale fu, invece, la corrente socialista a dominare la maggioranza consigliare. La carica di sindaco fu inizialmente ricoperta da nobili liberali locali, quali il conte Gherardo de Terzi Lana, dagli anni '80 del XIX secolo al 1897, e il nobile Scipione Provaglio (1897-1900). La carica fu poi assunta dall'imprenditore marmifero Luigi Massardi (1902-1914), per poi passare nelle mani del giovane Vaifro Sberna (dal 1914), futuro primo sindaco di Rezzato dopo la Liberazione.
Nel 1881 il comune fu raggiunto dalla tranvia per Vobarno che negli anni successivi fu estesa anche alla Valsabbia e a alla riviera Gardesana. Nel 1897 fu aperta la ferrovia Rezzato-Vobarno sulla quale, nei pressi del passaggio a livello sulla strada Gardesana, sorse una fermata denominata Virle Treponti.
Virle aveva una buona situazione sociale all'inizio del XX secolo: la popolazione ammontava a 1 856 abitanti, quasi tutti operai o scalpellini; nel 1900 fu aperto un oratorio femminile, seguito nel 1911 da quello maschile. Dal 1912 fu operativo anche un asilo infantile, gestito dalle suore.
A partire dal 1922, Virle vide sorgere i circoli del fascio. Nel 1928 Virle Treponti fu aggregato a Rezzato con regio decreto 22 marzo 1928, n. 821. In tale occasione, i fascisti virlesi iniziarono a manifestare il loro malcontento per il podestà rezzatese Negrinelli, da loro giudicato troppo di parte e incapace di ascoltare i bisogni virlesi.
Tra il 1943 e il 1945, a Virle furono posti la sede degli Affari generali del personale e dell'Ufficio economico del ministero degli Interni della Repubblica Sociale Italiana.

## Società

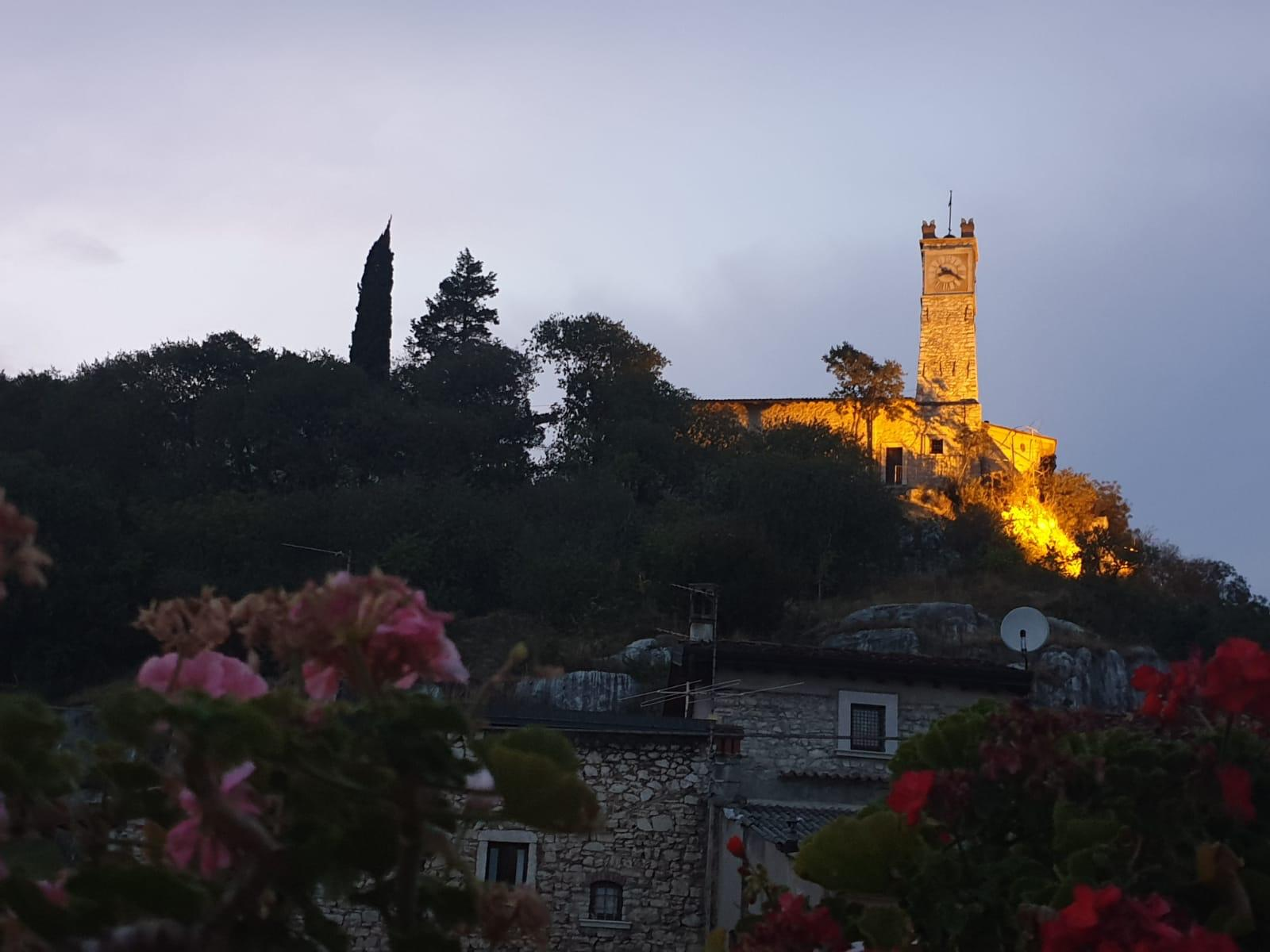
La chiesa di San Martino.

### Tradizioni e folclore
La storica processione di santi in onore di Santa Sofia e della Beata Vergine del Santo Rosario ha luogo la prima domenica di ottobre ogni cinque anni.
L'evento ha origine nella capitolazione della Battaglia di Lepanto del 1571: i soldati virlesi di ritorno dalla battaglia, infatti, così come in altre parti d'Italia, decisero di erigere un altare all'interno della chiesa parrocchiale da dedicare alla Vergine del Santo Rosario, ritenuta protettrice dei cristiani durante lo scontro con i soldati turchi.
A partire dal 1799, anno i cui le reliquie di Santa Sofia furono traslate nella chiesa parrocchiale dal Monastero di Santa Giulia, al culto mariano si è affiancato anche quello per la santa romana.

## Infrastrutture e trasporti
Il territorio comunale di Virle Treponti fu servito dalla tranvia Brescia-Salò-Gargnano, aperta al servizio pubblico nel 1881. A Treponti fu presente una stazione tranviaria, capolinea di un servizio vicinale per Brescia, mentre Virle fu servita da una fermata.
Nel 1897, nelle vicinanze della stazione tranviaria di Treponti fu attivata la fermata di Virle Treponti della ferrovia Rezzato-Vobarno. A partire dall'agosto 1931, il tratto tranviario della Brescia-Gargnano fu soppresso fra Treponti e Tormini, perché i tram furono instradati sulla linea ferroviaria. Questo tipo di servizio cessò nel 1954.